# Gempen
Gempen é uma comuna da Suíça, situada no distrito de Dorneck, no cantão de Soleura. Tem 5,96 km² de área e sua população em 2018 foi estimada em 867 habitantes.